# Íñigo Peña
Íñigo Peña Arriola (Zumaya, 7 de septiembre de 1990) es un deportista español que compite en piragüismo en la modalidad de aguas tranquilas.
Ganó cinco medallas en el Campeonato Mundial de Piragüismo entre los años 2018 y 2023, y siete medallas en el Campeonato Europeo de Piragüismo entre los años 2015 y 2024.
Participó en dos Juegos Olímpicos de Verano, obteniendo el quinto lugar en Río de Janeiro 2016, en la prueba de K4 1000 m, y el sexto en Tokio 2020, en K2 1000 m.

## Palmarés internacional
| Campeonato Mundial | Campeonato Mundial          | Campeonato Mundial | Campeonato Mundial |
| Año                | Lugar                       | Medalla            | Competición        |
| ------------------ | --------------------------- | ------------------ | ------------------ |
| 2018               | Montemor-o-Velho (Portugal) | Medalla de plata   | K2 1000 m          |
| 2018               | Montemor-o-Velho (Portugal) | Medalla de bronce  | K4 1000 m          |
| 2019               | Szeged (Hungría)            | Medalla de plata   | K2 1000 m          |
| 2023               | Duisburgo (Alemania)        | Medalla de oro     | K2 1000 m          |
| 2023               | Duisburgo (Alemania)        | Medalla de bronce  | K2 500 m mixto     |
| Campeonato Europeo |                             |                    |                    |
| Año                | Lugar                       | Medalla            | Competición        |
| 2015               | Račice (República Checa)    | Medalla de bronce  | K4 1000 m          |
| 2017               | Plovdiv (Bulgaria)          | Medalla de oro     | K4 1000 m          |
| 2017               | Plovdiv (Bulgaria)          | Medalla de bronce  | K2 1000 m          |
| 2018               | Belgrado (Serbia)           | Medalla de bronce  | K2 1000 m          |
| 2022               | Múnich (Alemania)           | Medalla de plata   | K2 1000 m          |
| 2022               | Múnich (Alemania)           | Medalla de plata   | K4 1000 m          |
| 2024               | Szeged (Hungría)            | Medalla de bronce  | K4 1000 m          |